# Tổ chức Du lịch Thế giới
Tổ chức Du lịch Thế giới viết tắt là UNWTO (World Tourism Organization) là một cơ quan của Liên Hợp Quốc nắm bắt mọi vấn đề liên quan đến du lịch trên toàn thế giới.
UNWTO là cơ quan chịu trách nhiệm cho việc thúc đẩy du lịch có trách nhiệm, bền vững và có thể tiếp cận. UNWTO biên soạn Những xếp hạng của Tổ chức Du lịch (Global Code of Ethics for Tourism).
UNWTO có thành viên gồm 156 quốc gia, 6 tổ chức và hơn 450 liên kết. UNWTO có trụ sở tại Madrid, Tây Ban Nha. Chủ tịch nhiệm kỳ 2014-2018 là Taleb Rifai từ Jordan.

## Lịch sử
Tiền thân của Tổ chức Du lịch Thế giới là Đại hội quốc tế Hiệp hội các Cơ quan Vận chuyển Du lịch (ICOTT, International Congress of Official Tourist Traffic Associations) thành lập vào năm 1925 tại Hague.
Sau Chiến tranh Thế giới II, tổ chức này đổi tên thành Liên Hợp Quốc tế Tổ chức các Cơ quan Lữ hành (IUOTO, International Union of Official Travel Organizations) và chuyển trụ sở tới Geneva.
Từ năm 1967 tổ chức này gắn kết với Liên Hợp Quốc. Theo Nghị quyết Resolution 2529 của kỳ họp XXIV Đại hội đồng Liên Hợp Quốc năm 1970 tổ chức trở thành cơ quan chuyên môn LHQ. Năm 1974 có tên hiện thời UNWTO chính thức hoạt động, có sự độc lập về tại chính. Năm 1975 trụ sở chuyển tới Madrid.

## Các chương trình hoạt động
Các chương trình hoạt động:
| Chương trình quản trị đích đến & chất lượng | Destination Management & Quality Programme |
| Giáo dục và đào tạo                         | Education and Training                     |
| Đạo đức và trách nhiệm xã hội               | Ethics & Social Responsibility             |
| Nguồn & lưu trữ thông tin                   | Information Resources & Archives           |
| Quan hệ thể chế và doanh nghiệp             | Institutional and Corporate Relations      |
| Mạng kiến thức                              | Knowledge Network                          |
| Xu hướng thị trường                         | Market Trends                              |
| Khả năng phục hồi của phát triển du lịch    | Resilience of Tourism Development          |
| Thực thể quản lý                            | Governing Bodies                           |
| Thống kê và tài khoản vệ tinh du lịch       | Statistics and Tourism Satellite Account   |
| Phát triển bền vững du lịch                 | Sustainable Development of Tourism         |
| Con đường tơ lụa                            | Silk Road                                  |
| Hợp tác kỹ thuật                            | Technical Cooperation                      |

## Ngày Du lịch thế giới
Ngày Du lịch thế giới được cử hành vào ngày 27 tháng 9, là ngày lễ quốc tế do UNWTO đặt ra nhằm tuyên truyền nâng cao nhận thức về vai trò của du lịch trong cộng đồng quốc tế. Nó ghi nhớ ngày 27/09/1970 điều lệ của Tổ chức Du lịch Thế giới được chấp thuận.